# Cryptoclididae
Cryptoclididae är en familj av medelstora plesiosaurier som levde från mellersta jura till yngre krita. De hade lång hals, bred och kort skalle och tätt packade tänder. De åt små bytesdjur såsom små fiskar och kräftdjur.
Ett kladogram baserat på Ketchum and Benson (2010):
|  | Muraenosaurus |
|  |               |
|  | Tricleidus    |
|  |               |

|  | Cryptoclidus  |
|  |               |
|  | Kimmerosaurus |
|  |               |

|  | Muraenosaurus |
|  |               |
|  | Tricleidus    |
|  |               |

|  | Cryptoclidus  |
|  |               |
|  | Kimmerosaurus |
|  |               |

## Cryptoclididae i kulturen
Cryptoclidus, var med i BBC ,programmet "Walking with Dinosaurs"